# Liste der Einträge im National Register of Historic Places im Lincoln County (Wisconsin)

Lage des Lincoln County in Wisconsin

Die Liste der Einträge im National Register of Historic Places im Lincoln County in Wisconsin führt alle Bauwerke und historischen Stätten im Lincoln County auf, die in das National Register of Historic Places aufgenommen wurden.

## Legende
| NRHP | Historic Place    |
| HD   | Historic District |

## Aktuelle Einträge
| [ 2 ] | Name                            | Bild                            | Eintragsdatum        | Lage | Ort     | Beschreibung |
| ----- | ------------------------------- | ------------------------------- | -------------------- | --- | ------- | --- |
| 1     | Center Avenue Historic District | Center Avenue Historic District | 1994 ID-Nr. 94000600 | Abgegrenzt durch Cedar Street, Park Street, 3rd Street, Center Street und 7th Street 45° 11′ 6″ N, 89° 40′ 56″ W | Merrill | Viertel mit Wohnhäusern aus dem späten 19. Jahrhundert in verschiedenen Baustilen                                                                          |
| 2     | First Street Bridge             | First Street Bridge             | 1996 ID-Nr. 96001017 | Brücke der 1st Street über den Prairie River 45° 10′ 44″ N, 89° 42′ 12″ W                                        | Merrill | This 1904 errichtete steinerne Bogenbrücke |
| 3     | Lincoln County Courthouse       | Lincoln County Courthouse       | 1978 ID-Nr. 78000116 | 1110 East Main Street 45° 10′ 52″ N, 89° 41′ 2″ W                                                                | Merrill | 1903 im Beaux-Arts-Stil errichtetes Justiz- und Verwaltungsgebäude des Lincoln County                                                                      |
| 4     | Merrill City Hall               | Merrill City Hall               | 1978 ID-Nr. 78000117 | 717 East 2nd Street 45° 10′ 49″ N, 89° 41′ 23″ W                                                                 | Merrill | 1889 im Queen Anne Style errichtetes früheres Rathaus; heute Apartments                                                                                    |
| 5     | Merrill Post Office             | Merrill Post Office             | 2000 ID-Nr. 00001258 | 430 East 2nd Street 45° 10′ 53″ N, 89° 41′ 37″ W                                                                 | Merrill | 1915 errichtetes zweitältestes Postamt Wisconsins |
| 6     | T.B. Scott Free Library         | T.B. Scott Free Library         | 1974 ID-Nr. 74000096 | 106 West 1st Street 45° 10′ 47″ N, 89° 42′ 5″ W                                                                  | Merrill | 1891 von dem Holzunternehmer und Abgeordneten Thomas Blythe Scott gegründete Bibliothek; das heutige Gebäude wurde 1911 als Carnegie-Bibliothek errichtet. |